# Teruki Tabata
Teruki Tabata (田畑 輝樹?, Tabata Teruki; Prefettura di Kagoshima, 16 aprile 1979) è un ex calciatore giapponese, di ruolo difensore.